# Scrophularia libanotica
Scrophularia libanotica är en flenörtsväxtart. Scrophularia libanotica ingår i släktet flenörter, och familjen flenörtsväxter.

## Underarter
Arten delas in i följande underarter:
- S. l. armena
- S. l. libanotica
- S. l. antalyensis
- S. l. australis
- S. l. cappadocica
- S. l. mesogitana
- S. l. nevshehirensis
- S. l. oligantha
- S. l. pontica
- S. l. sivasica
- S. l. urartuensis